# Duche
Die Duche (auch Dûche oder Grande Duche) ist ein Fluss in Frankreich, der im Département Dordogne in der Region Nouvelle-Aquitaine verläuft. Sie entspringt im Gemeindegebiet von Échourgnac, entwässert generell in südwestlicher Richtung durch das dünn besiedelte Waldgebiet der Landschaft Double, nimmt von rechts die Petite Duche auf und mündet nach rund 25 Kilometern an der Gemeindegrenze von Le Pizou und Montpon-Ménestérol als rechter Nebenfluss in die Isle.

## Orte am Fluss
- Charpenterie, Gemeinde Saint-Barthélemy-de-Bellegarde
- Maragou, Gemeinde Montpon-Ménestérol
- Les Paysannes, Gemeinde Montpon-Ménestérol
- Les Duches, Gemeinde Montpon-Ménestérol
- Le Rivaud, Gemeinde Le Pizou

## Sehenswürdigkeiten
- Das Tal der Beauronne und ihre Nachbartäler in der Landschaft Double sind als Natura 2000-Schutzgebiet unter dem Namen Vallées de la Double (Code FR7200671) registriert.